# CMake
CMake(Cross Platform Make)는 멀티플랫폼으로 사용할 수 있는 Make의 빌드관리시스템을 만들기 위한 오픈소스 프로젝트로 키트웨어와 인사이트 콘솔티엄에서 만들었다. 스스로 기존의 Make의 과정을 수행하지는 않고 지정한 운영 체제에 맞는 Make 파일(마이크로소프트 윈도우에서는 솔루션 파일)의 생성 및 관리만을 수행하기 때문에 Meta Make라고도 불리는 빌드 자동화(automation 또는 makemake)시스템이다. 가장 큰 이점은 유닉스 계열 OS 중심이던 기존의 Make의 빌드(build) 시스템과는 달리 한번 작성해 두면 유닉스 계열은 물론, 마이크로소프트 윈도우 계열의 프로그래밍 도구도 지원한다는 것이다.

## 기능
- 소프트웨어 빌드에 특화된 언어로 독자적 설정 스크립트를 사용한다.
- C, C++, 자바, 포트란에 대해서는 자체적으로 의존 관계를 분석할 수 있다.
- 스위그, Qt 지원에 특화되어 있다.
- 마이크로소프트 비주얼 스튜디오를 자체적으로 지원한다(6, 7, 7.1, 8.0, 9.0 등).
- 이클립스용 빌드 파일을 생성할 수 있다.
- 타임스탬프를 통해 파일 내용의 변화를 알아낼 수 있다.
- 평행 빌드를 할 수 있다.
- 크로스 컴파일을 할 수 있다.
- 다양한 플랫폼을 지원한다.
  - 유닉스 계열 운영 체제(리눅스, BSD계 운영 체제 등)
  - OS X
  - 윈도우 95/98/NT/2000/XP와 MinGW/MSYS
- 내부 모듈인 CTest로 유닛 테스트를 수행할 수 있다.
- 내부 모듈인 CPack으로 자동 인스톨러를 만들 수 있다.

## CMake 파일 예제
```
if
 
(
${
UNIX
}
)

  
set
 
(
DESKTOP
 
$ENV{
HOME
}
)

else
()

  
set
 
(
DESKTOP
 
$ENV{
USERPROFILE
}
/Desktop
)

endif
()

set
 
(
PRJ
 
${
DESKTOP
}
/common/svn
 
)

set
 
(
FILELIST
 
${
PRJ
}
/src/source.txt
 
)

message
(
STATUS
 
"CMAKE_GENERATOR : ${CMAKE_GENERATOR}"
)

message
(
STATUS
 
"DESKTOP : ${DESKTOP}"
)

message
(
STATUS
 
"PRJ : ${PRJ}"
)

message
(
STATUS
 
"FILELIST : ${FILELIST}"
)

message
(
STATUS
 
"SYSTEM_NAME : ${CMAKE_SYSTEM_NAME}"
)

project
(
project_name
)

include_directories
(

  
${
PRJ
}
/src

  
${
PRJ
}
/includes

)

# Load SRC Variable from file

file
(
READ
 
${
FILELIST
}
 
SRC
)

string
(
REGEX
 
REPLACE
 
"#.*$"
 
""
 
SRC
 
${
SRC
}
)

string
(
REPLACE
 
"\n"
 
";"
 
SRC
 
${
SRC
}
)

add_executable
(
${
PROJECT_NAME
}
 
${
SRC
}
 
)

foreach
 
(
f
 
${
SRC
}
)

  
set_source_files_properties
(
${
f
}
 
PROPERTIES
 
LANGUAGE
       
CXX
)

endforeach
(
f
)

if
 
(
${
WIN32
}
)

  
link_directories
(

  
)

  
add_definitions
(

    
-DDEFINE1

  
)

  
target_link_libraries
(

    
${
PROJECT_NAME
}

    
wsock32.lib

  
)

endif
()

```

## CMake를 채택한 프로젝트
- KDE(4판부터)
- LMMS
- MySQL(마이크로소프트 윈도우, 리눅스)
- OpenLieroX
- OpenSceneGraph
- OpenSourceComputerVision
- SuperTux
- VTK
- 뮤즈스코어
- 스크리버스
- 스텔라리움
- 퀀텀 GIS
- 포플러 - Autoconf와 CMake를 함께 지원
- 헷지워즈
- [Radio|GNU Radio]

## 같이 보기
- Autoconf
- qmake

## 참조
1. ↑  “CMake 4.0.0 available for download” (영어). 2025년 3월 28일. 2025년 3월 29일에 확인함.
2. ↑  “CMake 3.21.0-rc1 is ready for testing”. 2021년 6월 23일.
3. ↑  “Ohloh Analysis Summary - CMake”. Ohloh. 2014년 1월 22일에 원본 문서에서 보존된 문서. 2009년 12월 25일에 확인함.